# Supercopa de España de Baloncesto 2008
La Supercopa de España de Baloncesto 2008 fue la 5.ª edición del torneo desde que está organizada por la ACB y la 9.ª desde su fundación de un torneo de baloncesto que tuvo lugar en el Pabellón Príncipe Felipe de Zaragoza entre el 26 y el 27 de septiembre de 2008; estuvo organizado por la ACB y participaron cuatro equipos.

## Participantes
Los clubes que la disputaron fueron:
- Basket Zaragoza 2002 - Equipo anfitrión.
- TAU Cerámica - Campeón de la Liga ACB 2007/08.
- DKV Joventut - Campeón de la Copa del Rey de baloncesto 2008.
- Regal FC Barcelona - Finalista de la Liga ACB 2007/08

## Semifinales
| 26 de septiembre | TAU Cerámica                                    | 73–70                               | Regal FC Barcelona                                   | |  |
| 19:00 h.         | Parciales: 23–14, 20–27, 23–25, 7–4             | Parciales: 23–14, 20–27, 23–25, 7–4 | Parciales: 23–14, 20–27, 23–25, 7–4                  | |  |
|                  | Estadísticas McDonald 21 McDonald 8 Rakočević 4 | Reporte Pts Reb Asts                | Estadísticas İlyasova 18 İlyasova, Bartoň 6 Grimau 4 | Pabellón: Pabellón Príncipe Felipe, Zaragoza Asistencia: 6,500 espectadores Árbitros: Fco. De La Maza, M.A. Pérez Pérez, Lluis Guirao (España) Televisión: TVE 2 (España) |  |

| 26 de septiembre | Basket Zaragoza 2002                                     | 96–81                                 | DKV Joventut                                      | |  |
| 21:30 h.         | Parciales: 27–33, 23–11, 24–17, 22–20                    | Parciales: 27–33, 23–11, 24–17, 22–20 | Parciales: 27–33, 23–11, 24–17, 22–20             | |  |
|                  | Estadísticas Quinteros 21 Starosta, Lewis 6 Victoriano 4 | Reporte Pts Reb Asts                  | Estadísticas Mallet 18 cuatro jugadores 6 Ribas 4 | Pabellón: Pabellón Príncipe Felipe, Zaragoza Asistencia: 7,200 espectadores Árbitros: Xavier Amorós, Redondo, José Javier Murgui (España) Televisión: FORTA, Teledeporte (España) |  |

## Final
| 27 de septiembre | Basket Zaragoza 2002                        | 85–86                                 | TAU Cerámica                                           | |  |
| 20:00 h.         | Parciales: 24-27, 11-17, 23-22, 27-20       | Parciales: 24-27, 11-17, 23-22, 27-20 | Parciales: 24-27, 11-17, 23-22, 27-20                  | |  |
|                  | Estadísticas Lewis 19 Garcés 6 Victoriano 5 | Reporte Pts Reb Asts                  | Estadísticas Prigioni 22 cuatro jugadores 4 Prigioni 3 | Pabellón: Pabellón Príncipe Felipe, Zaragoza Asistencia: 7,500 espectadores Árbitros: Miguel Ángel Pérez, Juan Luis Redondo, José Javier Murgui (España) Televisión: TVE 2 (España) |  |

| Campeón Supercopa 2008     |
| -------------------------- |
| TAU Cerámica Cuarto título |

## MVP

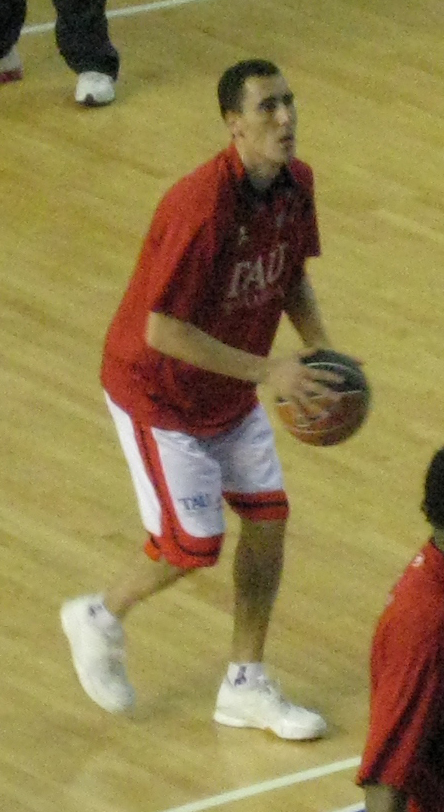
Pablo Prigioni, MVP del torneo.

El MVP del partido fue el argentino Pablo Prigioni, del TAU Cerámica, adjudicándose un galardón que recibía por primera vez en su carrera. De esta manera, el base argentino tomaba el relevo de su compañero Tiago Splitter, que no pudo participar en esta edición por culpa de una lesión.
Respecto a sus números, Prigioni destacó en la final con 22 puntos, gracias a 6 triples en 10 intentos, además de dos canastas de 2 puntos. En su estadística añadió 4 rebotes, 3 asistencias y 1 recuperación, para una valoración de 22 puntos.
| Predecesor: Supercopa ACB 2007 | Supercopa ACB 2008 V edición | Sucesor: Supercopa ACB 2009 |